# Авилов-Карнаухов, Борис Николаевич
Борис Николаевич Авилов-Карнаухов (1910—1995) — советский учёный, ректор Новочеркасского политехнического института с 1958 по 1963 годы.
Кандидат технических наук, доцент (1940). Доктор технических наук (1953), профессор (1954).

## Биография
Родился 28 августа 1910 года в городе Оренбурге Российской империи (позже — город Чкалов Оренбургской области). Рано потерял родителей и был взят на воспитание семьёй Авиловых.
В 1927 году, после окончания 8 классов средней школы, он три года учился в профшколе. Работая на строительстве ДнепроГЭС, в 1930 году поступил в Днепровский энергетический институт, откуда в 1930 году вместе с другими студентами двух учебных групп был переведён в Северо-Кавказский энергетический институт (г. Новочеркасск) на открытую в это время специальность «Электрооборудование промышленных предприятий». Окончил его с отличием в 1934 году.
С 1934 по 1936 годы Авилов, как молодой специалист, работал инженером проектного и монтажного отделов Ростовского-на-Дону отделения «Электропрома».
С 1936 по 1939 годы обучался в аспирантуре Новочеркасского индустриального института, а после окончания аспирантуры в 1940 году — в Киевском политехническом институте защитил кандидатскую диссертацию на тему «Работа индукторного двигателя в синхронном режиме».
С началом Великой Отечественной войны Борис Николаевич ушёл на фронт и с 1941 по 1942 годы был бойцом 51-го парашютно-истребительного отряда. В период эвакуации института с 1942 по 1943 годы — работал доцентом кафедры «Горная электротехника» Томского индустриального института им. С. М. Кирова.
С декабря 1943 года доцент Б. Н. Авилов заведовал кафедрой «Электрооборудование промышленных предприятий».
В 1944—1948 годах он работал начальником учебной части института, деканом энергетического факультета, начальником научно-исследовательского сектора Новочеркасского индустриального института.
С 1943 года около 50 лет заведовал кафедрой «Электроснабжение промышленных предприятий и городов» Новочеркасского политехнического института.
В 1953 году защитил докторскую диссертацию «Энергетическая основа комплексной механизации подземной угледобычи».
Умер 10 января 1995 года, похоронен в Новочеркасске.

### Научная деятельность
Решению проблемы улучшения энергетических характеристик механизмов с электроприводом и поиску способов экономного расходования электроэнергии профессор Б. Н. Авилов-Карнаухов посвятил более 50 лет своей научной деятельности. Борисом Николаевичем и его учениками получены важные теоретические результаты, которые внедрены в практику и используются на предприятиях Российской Федерации и за рубежом.
Им опубликованы монографии:
- «Нормирование электроэнергии для угольных шахт» (1958),
- «Электроэнергетические расчёты для угольных шахт» (1969),
- «Экономия электроэнергии на рудообогатительных фабриках» (1987, соавтор Л. Г. Зюбровский).

## Награды
- Награждён орденами «Ленина» и «Трудового Красного Знамени», а также медалями «За оборону Кавказа» и «За доблестный труд в Великой Отечественной войне».

## Память
- На здании энергетического факультета ЮРГТУ (НПИ) в 2003 году открыта мемориальная доска профессору Б. Н. Авилову-Карнаухову.[2]